# Meganeura
Meganeura är ett släkte av utdöda insekter från karbonperioden för cirka 300 miljoner år sedan. Dessa insekter liknade och är släkt med dagens trollsländor. Med en vingspann på upp till 65 cm var typarten Meganeura monyi en av de största kända flygande insektsarterna. Meganeuropsis permiana från perm var en annan. Meganeura var rovdjur och levde av andra insekter och även av små groddjur.
Fossil upptäcktes 1880 i kolflöts i den franska kommunen Commentry. 1885 beskrev den franska paleontologen Charles Brongniart fossilet och släktet fick namnet Meganeura. Namnet syftar på ett nätverk av vener på insektens vingar. Ett annat bra fossilexemplar hittades 1979 nära staden Bolsover i Derbyshire. Holotypen är inrymt i Muséum national d'histoire naturelle i Paris. 